# Ronde van Noorwegen voor vrouwen 2019
De Ladies Tour of Norway of Ronde van Noorwegen voor vrouwen 2019 was de zestiende editie van deze rittenkoers en de zesde editie sinds de herinvoering in 2014, die voor het derde jaar op rij deel uitmaakte van de UCI Women's World Tour 2019 en die van 22 tot 25 augustus werd verreden. Titelverdedigster was Marianne Vos, die ook dit jaar de wedstrijd won.

## Deelnemende ploegen
| UCI-teams               | UCI-teams                          | Nationale selecties |
| ----------------------- | ---------------------------------- | ------------------- |
| CCC-Liv                 | Team Hitec Products                | Noorwegen           |
| Team Virtu              | FDJ Nouvelle-Aquitaine Futuroscope |                     |
| Team Sunweb             | Boels Dolmans                      |                     |
| Mitchelton-Scott        | Alé Cipollini                      |                     |
| Canyon-SRAM             | Movistar Team                      |                     |
| Parkhotel Valkenburg    | Team Tibco                         |                     |
| Trek-Segafredo          | Valcar-Cylance                     |                     |
| BTC City Ljubljana      | Drops                              |                     |
| Rally UHC Women         | BePink                             |                     |
| Doltcini-Van Eyck Sport |                                    |                     |

## Etappe-overzicht
| etappe | datum       | start         | finish | profiel    | afstand  | winnaar       | klassementsleider |
| ------ | ----------- | ------------- | ------ | ---------- | -------- | ------------- | ----------------- |
| 1e     | 22 augustus | Åsgårdstrand  | Horten | Vlakke rit | 128 km   | Lorena Wiebes | Lorena Wiebes     |
| 2e     | 23 augustus | Mysen         | Askim  | Vlakke rit | 133,6 km | Marianne Vos  | Marianne Vos      |
| 3e     | 24 augustus | Moss          | Halden | Heuvelrit  | 125,2 km | Marianne Vos  | Marianne Vos      |
| 4e     | 25 augustus | Svinesundbrug | Halden | Vlakke rit | 156,2 km | Marianne Vos  | Marianne Vos      |

## Etappes

### 1e etappe
| Donderdag 22 augustus: Åsgårdstrand - Horten (128 km) |                     |                      |          |
| Plaats                                                | Naam                | Ploeg                | Tijd     |
| Winnaar                                               | Lorena Wiebes       | Parkhotel Valkenburg | 3u16'27" |
| 2                                                     | Chloe Hosking       | Alé Cipollini        | z.t.     |
| 3                                                     | Amalie Dideriksen   | Boels Dolmans        | z.t.     |
| 4                                                     | Letizia Paternoster | Trek-Segafredo       | z.t.     |
| 5                                                     | Marianne Vos        | CCC-Liv              | z.t.     |

### 2e etappe
| Vrijdag 23 augustus: Mysen - Askim (133,6 km) |                     |                |          |
| Plaats                                        | Naam                | Ploeg          | Tijd     |
| Winnaar                                       | Marianne Vos        | CCC-Liv        | 3u19'33" |
| 2                                             | Alice Barnes        | Canyon-SRAM    | z.t.     |
| 3                                             | Marta Bastianelli   | Virtu          | z.t.     |
| 4                                             | Coryn Rivera        | Sunweb         | z.t.     |
| 5                                             | Letizia Paternoster | Trek-Segafredo | z.t.     |

### 3e etappe
| Zaterdag 24 augustus: Moss - Halden (125,2 km) |                      |                      |          |
| Plaats                                         | Naam                 | Ploeg                | Tijd     |
| Winnaar                                        | Marianne Vos         | CCC-Liv              | 3u24'20" |
| 2                                              | Coryn Rivera         | Sunweb               | + 5"     |
| 3                                              | Demi Vollering       | Parkhotel Valkenburg | + 11"    |
| 4                                              | Leah Kirchmann       | Sunweb               | z.t.     |
| 5                                              | Katarzyna Niewiadoma | Canyon-SRAM          | z.t.     |

### 4e etappe
| Zondag 25 augustus: Svinesundbrug - Halden (156,2 km) |                   |                |          |
| Plaats                                                | Naam              | Ploeg          | Tijd     |
| Winnaar                                               | Marianne Vos      | CCC-Liv        | 3u52'24" |
| 2                                                     | Marta Bastianelli | Virtu          | z.t.     |
| 3                                                     | Ilaria Sanguineti | Valcar-Cylance | z.t.     |
| 4                                                     | Chloe Hosking     | Alé Cipollini  | z.t.     |
| 5                                                     | Alice Barnes      | Canyon-SRAM    | z.t.     |

## Klassementenverloop
De gele trui wordt uitgereikt aan de rijdster met de laagste totaaltijd.
 De groene trui wordt uitgereikt aan de rijdster met de meeste punten van de etappefinishes.
 De bolletjestrui wordt uitgereikt aan de rijdster met de meeste behaalde punten uit bergtop passages.
 De witte jongerentrui wordt uitgereikt aan de eerste rijdster tot 23 jaar in het algemeen klassement.
 De trui met Noorse vlaggen wordt uitgereikt aan de eerste Noorse rijdster in het algemeen klassement.
| Etappe         | Winnaar        | Algemeen klassement | Puntenklassement | Bergklassement | Jongerenklassement | Beste Noorse     | Ploegenklassement |
| -------------- | -------------- | ------------------- | ---------------- | -------------- | ------------------ | ---------------- | ----------------- |
| 1              | Lorena Wiebes  | Lorena Wiebes       | Lorena Wiebes    | Soraya Paladin | Lorena Wiebes      | Susanne Andersen | Team Sunweb       |
| 2              | Marianne Vos   | Marianne Vos        | Emilie Moberg    | Soraya Paladin | Lorena Wiebes      | Susanne Andersen | Team Sunweb       |
| 3              | Marianne Vos   | Marianne Vos        | Emilie Moberg    | Soraya Paladin | Lorena Wiebes      | Susanne Andersen | Team Sunweb       |
| 3              | Marianne Vos   | Marianne Vos        | Emilie Moberg    | Soraya Paladin | Lorena Wiebes      | Susanne Andersen | Team Sunweb       |
| Eindklassement | Eindklassement | Marianne Vos        | Emilie Moberg    | Soraya Paladin | Lorena Wiebes      | Susanne Andersen | Team Sunweb       |